# ダンハンビー・三井物産カスタマーサイエンス
ダンハンビー・三井物産カスタマーサイエンス株式会社（ダンハンビー・みついぶっさんカスタマーサイエンス、英名: Dunnhumby Mitsui Bussan Customer Science Co., Ltd.）は、三井物産株式会社とデータ解析大手の英ダンハンビー社が設立した新会社。通称はDMCS。